# Sounama imprimis
Sounama imprimis är en insektsart som beskrevs av William Lucas Distant 1908. Sounama imprimis ingår i släktet Sounama och familjen spottstritar. Inga underarter finns listade i Catalogue of Life.